# Carnevale astigiano
Il Carnevale astigiano   o Carnevale della Famija maschere astesan-e  è una manifestazione carnevalesca nata sulla base di antiche feste rionali e dal 1960 è stata istituzionalizzata dall'amministrazione comunale di Asti. 

## Le origini
I primi documenti che narrano di questa rievocazione, si hanno a cavallo del XIV e XV secolo. In particolare, il commediografo Giovan Giorgio Alione scrive, in una sua opera, che Asti era terra di "solacz" ossia di divertimento.
Infatti si racconta che frequenti nella seconda metà del Quattrocento erano gli scherzi burloneschi perpetrati a danno di ingenue donzelle, da maschere soprannominate "barboire", scherzi che si tramutavano in vere e proprie commedie spesso rappresentate: principe delle farse "alionesche" era il cibo e il mangiare spasmodico, caratteristica dell'ironia di un'epoca dove la fame e la carestia erano la regola.
Non mancavano inoltre giochi di dadi e sfilate interminabili, accompagnate sempre da cibo e vino in quantità accompagnati da scherzi burleschi.
Nel Settecento si rileva la presenza di saltimbanchi, marionette, spettacoli e recite organizzate in locali di fortuna. Peculiarità di questo periodo era il cosiddetto "taglio del collo dell'oca", del gatto o del tacchino, che,  venivano condotti incatenati fino in piazza del "Santo" (piazza San Secondo) e qui, come riferisce l'astigiano Stefano Giuseppe Incisa veniva  "...sotterrato vivo, alla riserva del collo; quindi fattogli il processo, Arlecchino, con infinite smorfie e galanterie, gli tagliava il collo."
Tra il XVIII e XIX secolo, avvengono alcuni avvenimenti importanti per le rappresentazioni carnevalesche astigiane, e nella fattispecie si inaugurano tre teatri: il Malabayla, il Roero e il San Bernardino.
Ma il vero input all'intensificarsi delle tradizioni carnevalesche viene dato dall'apertura nel 1860 del Teatro Alfieri. Nel Novecento, accanto alle rappresentazioni teatrali si diffusero nella città manifestazioni di più marcato carattere popolare, sulle piazze e nelle vie dei borghi e rilevante era la figura della lavandaia, attorno alla quale la tradizione vuole che si radunassero altre lavandaie per fare festa e baldoria.
Negli anni Sessanta l'amministrazione comunale decise di riprendere l'aspetto più popolare e burlonesco del carnevale astigiano, al fine di rievocare la satira e le usanze popolari. Fu così che nacque la Famija d'le Maschere Astesane costituita dalle maschere caratteristiche della città, rappresentanti i rispettivi Borghi e Rioni della città.
Accanto alle più famose maschere di Gianduja e Giacometta ecco le figure rappresentanti personaggi caratteristici di Asti nei tempi passati: barcaioli, lavandaie, osti, ortolane, margari, popolani.
Spumantino e Barberina,Toni Destöpa (Antonio che Stappa) e Maria Göcheta (Maria Baldoria) del Borgo San Rocco, Trömlin e Ginota, Cicö Föet (Francesco Frusta) e Ghitin 'd la Tör (Margherita della Torre) del Borgo Torretta.
Cicu Pertera e la Bela filandera del Ponte Verde nel Borgo San Pietro, lui oste che gestiva la trattoria del borgo e lei che ricorda l'attività della filatura sulla quale si basava l'economia della zona e l'antica consuetudine di eleggerne ogni anno la più bella.
Il doganiere Falamoca e la fiammiferaia Gigin Pölemica; la maschera di Falamoca, venne presentata al "Veglionissimo della Croce Verde". Il costume disegnato dallo scenografo Eugenio Guglielminetti, ben rappresenta il carattere della terra astigiana e, in particolare, del Rione Santa Caterina.
La Famija oltre a partecipare ed animare le attività ludiche del periodo carnevalesco è impegnata anche nel sociale organizzando spettacoli e rievocazioni presso le strutture sanitarie e sociali di Asti e provincia.

## Il gruppo dellaFamija màschere astesan-e
| Maschera       | Provenienza      | Attività    | Note                                                                      |
| -------------- | ---------------- | ----------- | ------------------------------------------------------------------------- |
| Spumantino     | Asti             | Cantiniere  | Maschera ufficiale della città di Asti                                    |
| Barberina      | Asti             | Cantiniera  | Maschera ufficiale della città di Asti                                    |
| Giandoja       | Callianetto      | Contadino   | Maschera Piemontese ripristinata nel 1973 dal "Club Amici del 23" di Asti |
| Giacomëtta     | Callianetto      | Contadina   | Maschera Piemontese ripristinata nel 1973 dal "Club Amici del 23" di Asti |
| Falamòca       | Rione S.Caterina | Doganiere   |                                                                           |
| Gigin Polémica | Rione S.Caterina | Popolana    |                                                                           |
| Tòni Dëstopa   | Borgo S. Rocco   | Oste        |                                                                           |
| Marìa Gochëtta | Borgo S. Rocco   | Ortolana    |                                                                           |
| Tromlin        | Borgo Don Bosco  | Margario    |                                                                           |
| Ginòta         | Borgo Don Bosco  | Margaria    |                                                                           |
| Barcajeu       | Borgo Tanaro     | Barcaiolo   |                                                                           |
| Lavandera      | Borgo Tanaro     | Lavandaia   |                                                                           |
| Cico Foèt      | Borgo Torretta   | Carrettiere |                                                                           |
| Ghitin dla Tor | Borgo Torretta   | Locandiera  |                                                                           |
| Cico Përtèra   | Borgo S.Pietro   | Oste        |                                                                           |
| Bela filandera | Borgo S.Pietro   | Filandaia   |                                                                           |